# 대구광역시의 코로나19 범유행
다음은 대구광역시에서의 코로나19 범유행에 대한 설명이다.

## 경과
2020년 2월 18일, 대구광역시에서 첫 환자가 발생하였다. 61세 여성 환자로, 2월 9일과 16일에 신천지예수교 증거장막성전 대구교회 예배에 참석하였으며, 17일 진단을 받고 18일에 확진되었다.

2020년 3월 18일, 대구광역시에서 17세 소년이 사망한 사건이 발생함에 따라 3월 19일 방역당국은 사후 검체 검사를 마치고, 결과 검증을 위해 대학병원에도 검체를 보내 교차 검사에 나섰다.
2020년 2월~2023년 5월간 2016명의 사망자 발생하였다. 동구, 달서구, 달성군, 수성구, 북구, 남구, 서구, 중구에서 첫 코로나 사망자가 발생하였다. 경북대학교병원, 영남대학교병원, 계명대학교 동산병원, 대구파티마병원, 대구의료원, 칠곡경북대학교병원, 대구보훈병원 외 38개소에서 치료중 사망하였다.
2021년 6월 2일 대구광역시 누적 확진자는 1만명으로 돌파하였다.
2021년 12월 10일 대구광역시 누적 확진자는 2만명으로 돌파하였다.
2022년 1월 28일 대구광역시 누적 확진자는 3만명으로 돌파하였다.
2022년 2월 6일 대구광역시 누적 확진자는 4만명으로 돌파하였다.
2022년 2월 10일 대구광역시 누적 확진자는 5만명으로 돌파하였다.
2022년 2월 14일 대구광역시 누적 확진자는 6만명으로 돌파하였다.
2022년 2월 17일 대구광역시 누적 확진자는 7만명으로 돌파하였다.
2022년 2월 20일 대구광역시 누적 확진자는 8만명으로 돌파하였다.
2022년 2월 22일 대구광역시 누적 확진자는 9만명으로 돌파하였다.
2022년 2월 24일 대구광역시 누적 확진자는 10만명으로 돌파하였다.
2022년 3월 3일 대구광역시 누적 확진자는 15만명으로 돌파하였다.
2022년 3월 9일 대구광역시 누적 확진자는 20만명으로 돌파하였다.
2022년 3월 13일 대구광역시 누적 확진자는 25만명으로 돌파하였다.
2022년 3월 17일 대구광역시 누적 확진자는 30만명으로 돌파하였다.
2022년 3월 23일 대구광역시 누적 확진자는 40만명으로 돌파하였다.
2022년 3월 30일 대구광역시 누적 확진자는 50만명으로 돌파하였다.
2022년 4월 8일 대구광역시 누적 확진자는 60만명으로 돌파하였다.
2022년 4월 27일 대구광역시 누적 확진자는 70만명으로 돌파하였다.
2022년 7월 24일 대구광역시 누적 확진자는 80만명으로 돌파하였다.
2022년 8월 16일 대구광역시 누적 확진자는 90만명으로 돌파하였다.
2022년 9월 1일 대구광역시 누적 확진자는 100만명으로 돌파하였다.

## 신천지 교회 집단감염
사이비 종교인 신천지예수교 증거장막성전이 전국적으로 코로나바이러스감염증-19를 확산시킨 사건이다. 이 사건으로 인해 대한민국의 코로나바이러스의 상황이 급변했다. 신천지는 교인 명단과 교회와 위장시설 등이 공개되고  이만희 및 12지파장들에 대해서도 방역당국에 협조하지 않았다는 이유로 미필적 고의에 의한 살인죄 및 역학조사 거부, 회피 혐의 등으로 형사 고발할 것이라고 선언했다.
신천지 대구교회 신도인 '31번 확진자'는 "나는 코로나19 검사를 거부한 적도 없다"면서 "내가 대남병원에 가지도 않았는데 왜 누명 씌우는지 모르겠다"고 주장했는데, 그 사람의 주장과 달리 2020년 2월 7일 교통사고로 한방병원에 입원하던 중에 병원에서 코로나19 검사를 몇 차례 권유받은 적이 있고 퇴원 시에도 보건소 방문을 요구했지만 계속 거절하고, 교회와 호텔 뷔페식당 등 사람이 많이 모이는 장소를 다녔다는 사실이 밝혀졌다.

### 경과
신천지예수교 증거장막성전의 신도인 31번째 확진자가 예배를 하러 간 장소, 코로나 바이러스의 새로운 진앙지로 지적된 대구의 신천지예수교회 다대오지성전에서 38명 이상이 무더기로 확진 판정을 받았다. 그리고 20일 대구에서 50명의 환자가 더 나와 총 확진자 수는 102명으로 증가하였다. 대한민국에서 53명의 코로나바이러스 감염자가 발생하였으며 이 중 51명이 대구에서 감염된 것으로 확인되었다. 질병관리본부는 20명의 추가 의료진을 대구로 급파하기로 하였다.
31번 환자가 확진된 이후 신천지 교회를 통해 코로나 바이러스가 감염된 신자들이 늘어나자, 신천지 섭외부(교인이탈방지부서)가 "그날 예배에 안 갔다" , "이제 신천지 교회에 가지 않는다"라고 대응하도록 신자들을 대상으로 단속 공지를 한 것이 발각되었다. 2020년 2월 20일 기준으로, 대한민국에서 확진된 코로나 환자 105명 중 47명이 신천지 교회에서 발생하였다. 교회에서의 감염자수를 싱가포르와 비교하면,  싱가포르의 경우 전체 감염자 중 33%인 28명의 감염자가 교회에서 감염되었다.
신천지 교회에 참석한 코로나 바이러스 감염자가 다른 사람과의 접촉을 통하여 최소한 23명 이상을 바이러스에 추가로 감염시킨 것으로 파악되자, 질병관리본부는 코로나19의 슈퍼 전파자로 파악되는 바이러스 감염자와 접촉한 166명 모두에게 코로나 바이러스 감염 여부를 검사하는 등의 조치를 취하고 있다.
신천지 교회 내부에서의 집단 감염으로, 2020년 2월 21일 기준으로 대한민국 감염자 204명 중 144명이 신천지 교회를 통해서 감염된 것으로 확진되었다. 집단감염의 발생 원인은 밀폐된 공간에 많은 사람들이 참석하는 예배 방식 때문이라고 분석되었다.
신천지 교회 신자들을 중심으로 코로나 바이러스가 확산되는 상황에서, 신천지 대구교회를 방문하였던 서울특별시 서초구 방배3동 거주자가 검진 결과 2020년 2월 21일에 코로나 바이러스 확진자로 확인되자, 서초구는 신천지 시설을 전수 조사하고 방역을 통해 지역 사회 감염을 차단하고자 노력하였다.
신천지 대구교회 신도 중 390명이 연락이 불가능한 등 보건 당국의 방역 활동에 어려움이 있는 상황에서, 신천지 교회에서 주는 자료 이외에 신천지 내부 데이터를 확보해야 한다는 필요성이 부각되었다. 신천지를 다녔던 신도들의 증언에 의하면, 신천지는 매일 전국적으로 신도 출석 현황이 자동으로 지문 인식 또는 휴대폰 QR 코드로 집계되고 있으며, 겉으로 드러난 지파별 본부·지교회 이외에, 거리 포교와 무료 성경 공부, 그리고 개신교회에 잠입해서 신도를 빼내가는 "추수꾼"들의 활동까지도 12지파별 '중심 서버'에 취합되고 있다고 한다. 이처럼 매일 자동으로 수합되는 내부 전산 자료를 확보하면, 신천지 신도가 소속 교회가 아닌 대구 지역 등 다른 지역의 신천지 교회 등을 출석하였던 상황까지도 동선을 파악할 수 있어, 보건당국이 추가 감염을 막고 빠르게 대처할 수 있다고 전 신도들은 제안하였다.
2020년 2월 20일, 신천지 교회에서 39명 이상의 대규모 감염자가 확진된 이후에, 2월 21일에는 서울특별시뿐만 아니라, 경기도 김포시, 파주시, 고양시 등에도 추가 환자가 발생하였다. 2월 21일 기준으로 대한민국 내 확진자는 156명으로 증가하였다. 광주광역시 3명, 경북 포항 1명, 경남 합천 2명과 진주 2명 등이 신천지 대구교회 예배에 참석했을 때 바이러스에 감염되었다는 사실이 드러나자, 타 지역 교인들 중 신천지 대구교회의 참석 현황을 파악하여 전수 조사해야 한다는 요구가 일었다.
신천지 총회장 이만희의 형의 장례식이 경상북도 청도군 화양읍 청도대남병원에서 1월 31일부터 2월 2일까지 3일장으로 열렸으며, 이때 신천지 교인들 47여 명이 참석하였던 것 등이 청도 대남병원에서 4명의 사망자를 포함하여 112명의 집단 발병이 일어난 원인으로 주목되고 있다. 이만희 총회장의 형은 청도대남병원에 입원한 후 하루이틀 만인 1월 31일에 사망하였다. 이만희 총회장은 1월 31일과 2월 1일 이틀 동안 장례식장을 방문하였으며, 31번 확진자는 청도 지역의 유명한 찜질방에는 방문하였지만 장례식장에는 가지 않았던 것이 확인되었다. 청도대남병원은 대한민국 내 첫 코로나19의 사망자가 발생한 곳이며, 2020년 2월 23일에는 여섯 번째 사망자가 추가로 발생한 곳이기도 하다. 2월 22일 기준으로 청도대남병원에서 발병한 사람의 수는 107명에 이른다.
2월 21일, 신천지 총회장 이만희는 코로나바이러스감염증-19 범유행을 ‘마귀의 짓’으로 규정하면서, 방역당국의 정책에 협조하여 전도와 교육은 통신으로 하며, 당분간 신천지 모임을 피하자고 신도들에게 공지하였다. 그러나 이와 달리, 신천지 대구·경북 예배회에서 긴급 공지라는 제목으로, 신천지 자체 통신망을 통해서, "신천지 교회 참석후 아무 전화도 받지 말고 집에 있으세요"라고 요청했다는 사실이 알려지면서, 추가 전염병의 확산을 막으려는 보건 당국의 노력과 코로나 방역을 위해 수고한 의료진들의 일을 방해했다.
2월 23일, 대구 신천지 교인 9334명 가운데 유증상자는 1248명으로 파악되었다. 그런데 이 중 670명은 행방을 찾을 수 없고, 연락두절되어 대구지역 경찰서의 형사 및 수사 인력이 대량으로 동원되어 감염자의 거주지를 확인하여 행정조사를 실시하면서 코로나19 예방 및 추가 감염의 확산을 막기 위해 보건당국과 협조하고 있다. 3월 12일, 신천지 교인들의 출입 동선 파악 및 교인 명단 시설확보를 위해 경찰을 동원하여 행정조사를 하였다.
2월 24일, 대구 서구보건소에서 감염 예방 업무를 총괄하는 감염예방의학팀장이 신천지에 소속된 신도이며 코로나19에 감염된 것으로 밝혀져, 같이 근무하는 대구 보건소 직원들 50명이 자가격리 조치 후 검체를 검사 받았다. 이로 인하여 보건소의 업무가 중단되다시피 하자, 이로 인한 비판이 시민들에 의해 제기되었다. 즉 코로나19 방역 업무를 총괄하는 사람이 신천지 신도이자 코로나19 확진자 신세가 되어 자가격리를 통보받았다. 3월 1일까지 해당 공무원으로 인하여 발생한 추가 확진자는 4명이다.
이낙연 코로나19재난안전대책위원회 위원장은 3월 2일, 신천지 소유 시설을 신천지 교회에 소속된 무증상 경증 환자들의 생활치료센터로 제공할 것을 신천지에 공식적으로 요청하였다. 이낙연 위원장은 의료 지원은 정부가 제공하고 병원 치료가 필요한 환자들은 신속히 병원으로 옮겨서 입원 치료를 받도록 할 것임을 밝혔다. 또한 야당의 지도자가 신천지를 비호하는 태도가 철저한 방역에 나쁜 영향을 주고, 국민에게 우려를 끼칠 수 있다고 하면서, 야당에 협조를 요청하였다. 코로나19 확진자 폭증으로 병상이 부족해지자, 이를 해결하기 위해서 정부는 치료체계를 무증상 경증 확진환자들은 생활치료센터에서 받고, 중증환자는 병원에서 집중 치료를 받도록 단계를 구분하였다고 위원장은 설명하였다.
2월 21일, 문재인 대통령은 코로나19 대응 긴급 현안보고 자리에서, 당일까지 총 58명의 바이러스 확진자가 나와 핵심 전파지역으로 파악된 신천지 대구교회와 그 신도들이 방문한 청도대남병원 장례식장에서 예배와 장례식에 참석한 사람들을 철저히 조사하라고 지시하였다. 정세균 총리는 대구·경북을 '감염병 특별관리지역'으로 지정해 방역 대책을 집중하는 방안을 보고하였으며, 신천지 대구교회 신도 명단을 확보해 신도들을 자가격리한 상태에서 모두 진단검사를 실시하겠다는 계획을 발표하였다.
3월 3일, 신천지가 정부 방역당국에 적극적으로 협조해야 함에도 명단을 늑장·허위 제출하고, 위장 시설을 통해서 포교나 모임을 지속해온 것 등을 근거로 하여, 서울특별시가 신천지 사단법인의 취소 절차에 들어갔다. 종교의 자유도 공익의 한계에서 존재하는 것인데, 신천지 교회가 공익을 심각하게 해하는 행위를 하였던 것이 이유가 되었다. 3월 13일, 서울특별시는 신천지의 법인 설립허가 취소에 관련하여 청문 절차를 진행하였는데, 신천지 측은 처음에는 이만희 총회장의 대리인이 오기로 하였었지만, 바쁘다는 이유로 결국은 불참했다. 서울특별시는 신천지에 다시 소명 자료를 요청하였으며, 서류가 제출되면 이를 검토하여 최종 취소 절차를 3월 안에 종료한다고 밝혔다. 2020년 3월 26일 신천지의 사단법인 설립 허가가 취소되었다. 박원순 서울특별시장은 기자회견을 갖고, 법령의 허가 조건을 위반하고 방역 활동을 방해하는 등 공익을 현저히 해한 신천지예수교 증거장막성전('새하늘 새땅 증거장막성전 예수교선교회'로 등록)의 사단법인 설립 허가를 취소한다고 밝혔다. 이와 함께 관련 법인인 하늘문화세계평화광복(HWPL)에 법인 취소를 위한 법적 절차에 돌입했다고 밝혔다.

신천지는 2019년 3월 14일에는 2만 명이 잠실 체육관에서 창립 기념 행사를 대규모로 개최하였으나, 코로나19 범유행이 온 2020년에는 신천지 강제 해산을 요구하는 국민청원이 120만 명을 돌파하는 등 여론이 악화되자, 창립 36주년을 맞이하여 계획된 대규모 행사를 취소하였다.
3월 13일, 대구광역시에서는 코로나바이러스 방역에 필요한 자료 확보와 신천지 교회를 통한 추가 지역 사회 감염을 막기 위하여 행정조사를 시행하였다. 해당 행정조사를 통하여 신천지교회의 신도명단 및 재산목록 등을 확보하였으며, 자료 양이 방대하여 확보한 자료들의 내용 분석에는 시간이 소요될 예정이다. 이 행정조사에는 역학조사반 및 대구지역 경찰 수사관 등 199명이 투입되었으며, 10시간 이상 소요되었다.